# Okres Międzyrzecz
Okres Międzyrzecz (polsky Powiat międzyrzecki) je okres v polském Lubušském vojvodství. Rozlohu má 1387,59 km² a v roce 2022 zde žilo 56 357 obyvatel. Sídlem správy okresu je město Międzyrzecz.

## Gminy
Městsko-vesnické:
- Międzyrzecz
- Skwierzyna
- Trzciel

Vesnické:
- Bledzew
- Przytoczna
- Pszczew

## Města
- Międzyrzecz
- Skwierzyna
- Trzciel

## Sousední okresy
| Růžice kompasu | Gorzów     | Strzelce-Drezdenko | Międzychód  | Růžice kompasu |
| Růžice kompasu | Sulęcin    | Sever              | Międzychód  | Růžice kompasu |
| Růžice kompasu | Sulęcin    | Okres Międzyrzecz  | Międzychód  | Růžice kompasu |
| Růžice kompasu | Sulęcin    | Jih                | Międzychód  | Růžice kompasu |
| Růžice kompasu | Świebodzin | Świebodzin         | Nowy Tomyśl | Růžice kompasu |